# Reveal
A Reveal a svéd Roxette 2. kimásolt kislemeze a A Collection of Roxette Hits: Their 20 Greatest Songs! című válogatáslemezről. A dal 2007. január 10-én jelent meg. Gessle elégedetlen volt a dal eredeti album verziójával, így készült egy új változat. A dalból két másik remix is készült. Az egyiket a svéd The Attic nevű house csapat készített, a másikat Kleerup. A dal csupán a svéd kislemez listára került fel, ahol az 59. helyen végzett. Más slágerlistára nem került fel.

## Megjelenések
Minden dalt Per Gessle írt.
- Digitális letöltés  Európai Unió EMI 384416–2

1. "Reveal" (Single Version) – 3:43

- CD Single  Európai Unió EMI 388416–0

1. "Reveal" (The Attic Remix) – 3:29
2. "Reveal" (Kleerup Remix) – 3:34
3. "Reveal" (Single Version) – 3:44
4. "One Wish" (Enhanced Music Video) – 3:10

## Slágerlista
| Slágerlista (2007)             | Legjobb helyezés |
| ------------------------------ | ---------------- |
| Svédország (Sverigetopplistan) | 59               |

## Kiadások
| Formátum           | Verzió        | Dátum             | Label                              | Katalógusszám  |
| ------------------ | ------------- | ----------------- | ---------------------------------- | -------------- |
| Radio airplay      | Album version | 2006. december    | EMI                                | N/A            |
| Digitális letöltés | Single remix  | 2006. január 10.  | EMI Parlophone                     | 9463 84416–2 5 |
| CD Single          | Remixes       | 2007. február 17. | Roxette Recordings Capitol Records | 9463 88416–0 9 |

## Külső hivatkozások
- Hallgasd meg a dalt a YouTube-on [6]